# Томешти (Харгита)
Томешти (рум. Tomești) насеље је у Румунији у округу Харгита у општини Томешти. Oпштина се налази на надморској висини од 734 m.

## Становништво
Према подацима из 2002. године у насељу је живело 2644 становника.

### Попис2002.
| Расподела становништва по националности 2002.‍ | Расподела становништва по националности 2002.‍ | Расподела становништва по националности 2002.‍ | Расподела становништва по националности 2002.‍ | Расподела становништва по националности 2002.‍ |
| --------------------------------------------- | --------------------------------------------- | --------------------------------------------- | --------------------------------------------- | --------------------------------------------- |
|                                               |                                               |                                               |                                               |                                               |
| Румуни                                        | Румуни                                        |                                               | 6                                             | 0,2%                                          |
| Мађари                                        | Мађари                                        |                                               | 2.637                                         | 99,8%                                         |